# Gai Fanni (tribú el 59 aC)
Gai Fanni (en llatí Caius Fannius) va ser un magistrat romà del segle i aC. Formava part de la gens Fànnia, una gens romana d'origen plebeu.
Va ser tribú de la plebs l'any 59 aC, quan eren cònsols Juli Cèsar i Bíbul. Fanni es va aliar amb Bíbul per oposar-se a la llei agrària de Cèsar. Pertanyia al partit de Pompeu i l'any 49 aC va ser pretor de Sicília. Fanni va desaparèixer de la història l'any següent, després de la derrota de Pompeu a Farsàlia l'any 48 aC.